# Magui
Magui (kinesiska: 马贵) är en köping i sydöstra Kina. Den ligger i Gaozhou i staden Maoming i provinsen Guangdong, omkring 230 kilometer sydväst om provinshuvudstaden Guangzhou. Antalet invånare är 25 221. Befolkningen består av 12 102 kvinnor och 13 119 män. Barn under 15 år utgör 30 %, vuxna 15-64 år 57 %, och äldre över 65 år 11,0 %.